# Myrioblephara vivida
Myrioblephara vivida är en fjärilsart som beskrevs av W. Warren 1903. Myrioblephara vivida ingår i släktet Myrioblephara och familjen mätare. Inga underarter finns listade i Catalogue of Life.